# Arrancy
Arrancy é uma comuna francesa na região administrativa de Altos da França, no departamento Aisne. Estende-se por uma área de 5,57 km². Em 2010 a comuna tinha 51 habitantes (densidade: 9,2 hab./km²).